# Orden terciaria

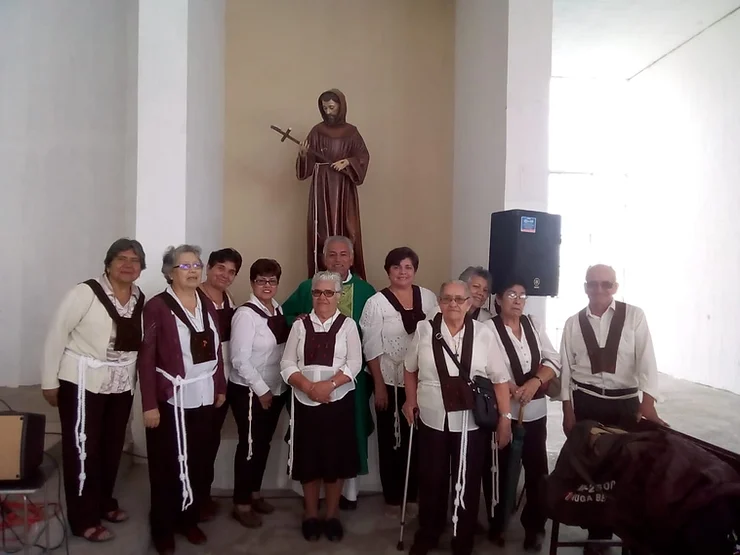
Tercera Orden Franciscana Seglar

Las órdenes terciarias u órdenes terceras, o, dicho de otra forma, aquellas asociaciones cuyos miembros, viviendo en el mundo y participando del espíritu de un instituto religioso, se dedican al apostolado y buscan la perfección cristiana bajo la alta dirección de ese instituto.
Son seglares, no tienen vida en comunidad, un tipo de asociación de laicos vinculada a órdenes y congregaciones católicas, como la tercera orden de San Francisco, la tercera orden de Santo Domingo o la tercera orden carmelita, y oblatos benedictinos seculares.

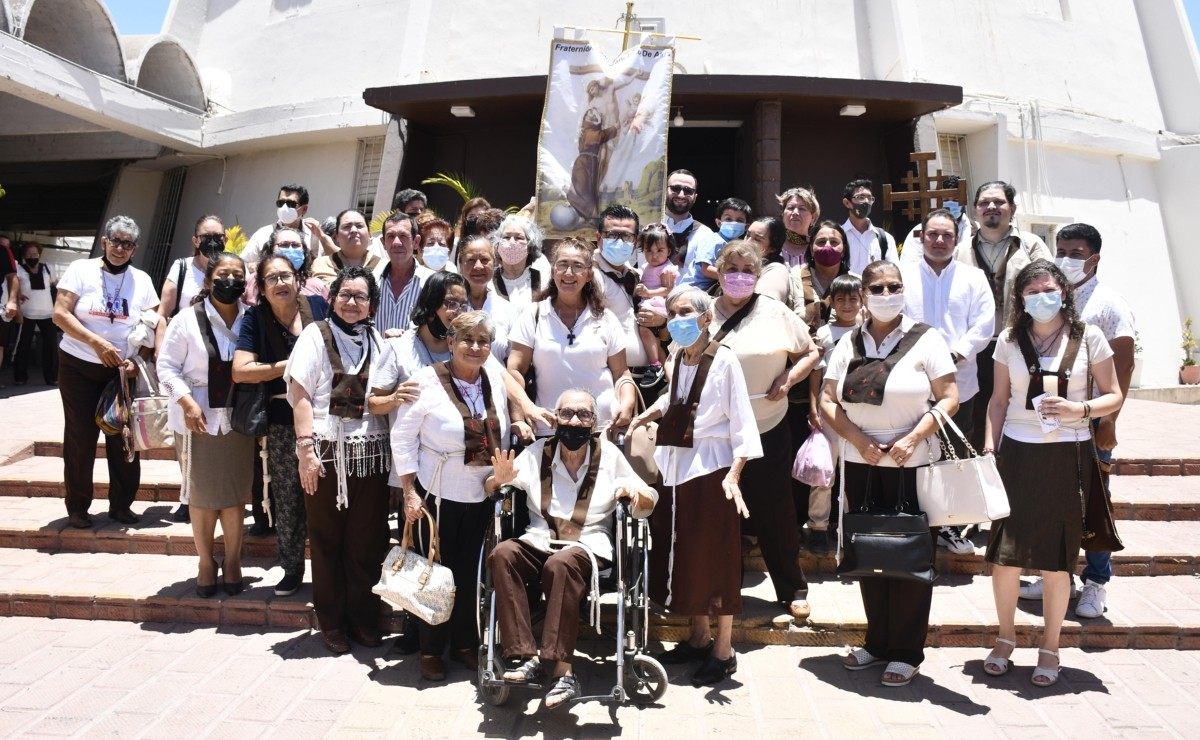
Apertura el año celebrativo de la Orden Tercera Franciscana Seglar - ocho siglos de fundación.

Desde hace siglos, muchas órdenes religiosas cuentan con una Orden Primera (constituida por varones, sacerdotes o no, que practican integralmente los consejos evangélicos), una Orden Segunda (compuesta por religiosas de vida activa o contemplativa) y una Orden Tercera, abierta a los laicos, casados o solteros, que permanecen en el mundo, pero que se esfuerzan por vivir y actuar según el espíritu de determinada Orden.
A partir de 1212, Francisco de Asís comenzó a integrar en la orden franciscana a seglares sin que tuvieran obligación de abandonar su estado de vida. Con esa misma idea y con la aprobación pontificia, se sumaron más tarde los dominicos (1406), los agustinos (1409), los servitas (1424), los carmelitas (1452), los mínimos (1508), los trinitarios y premostratenses (1751). La Tercera orden franciscana se expandió de forma significativa siguiendo la regla del papa Nicolás IV, y se considera la más numerosa.

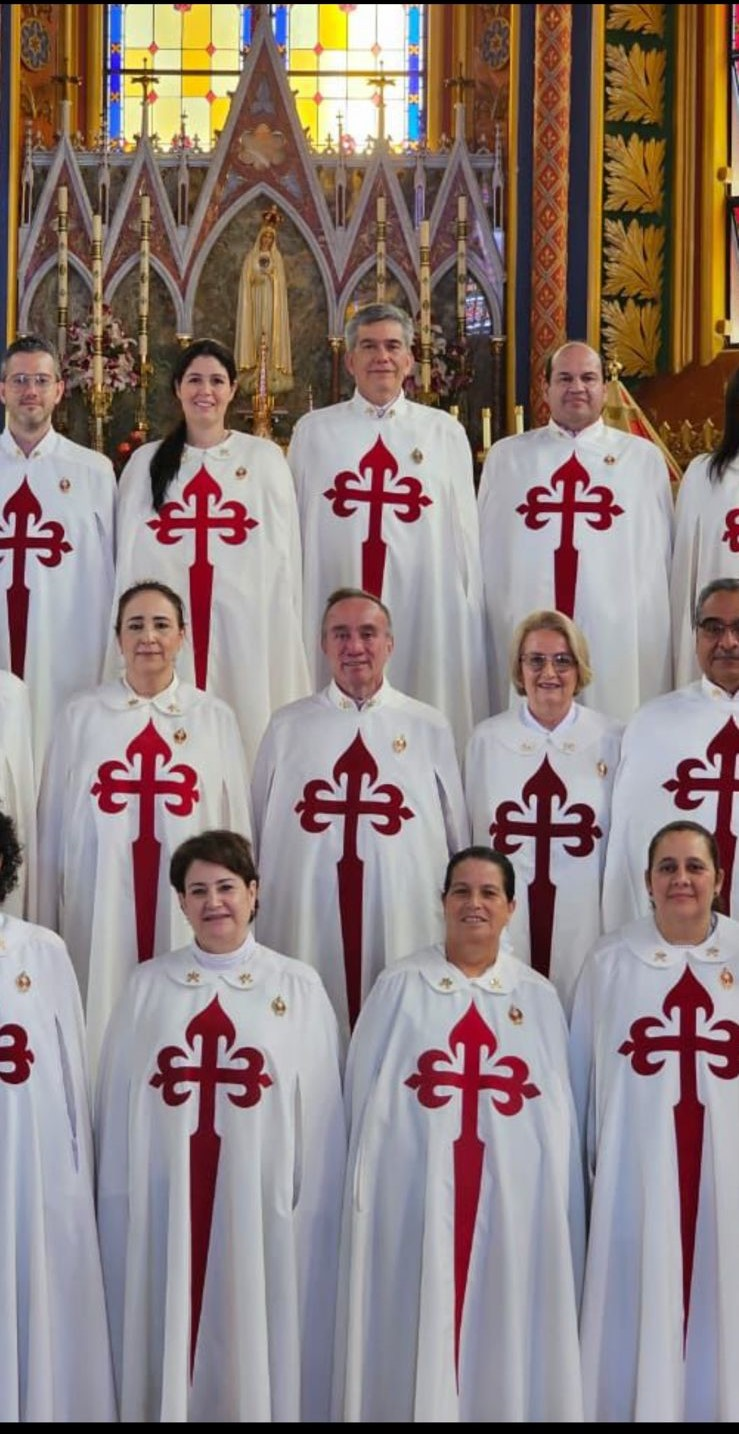
En la Basílica Nuestra Señora del Rosario, en la ciudad de Caieiras, estado de Sao Paulo.

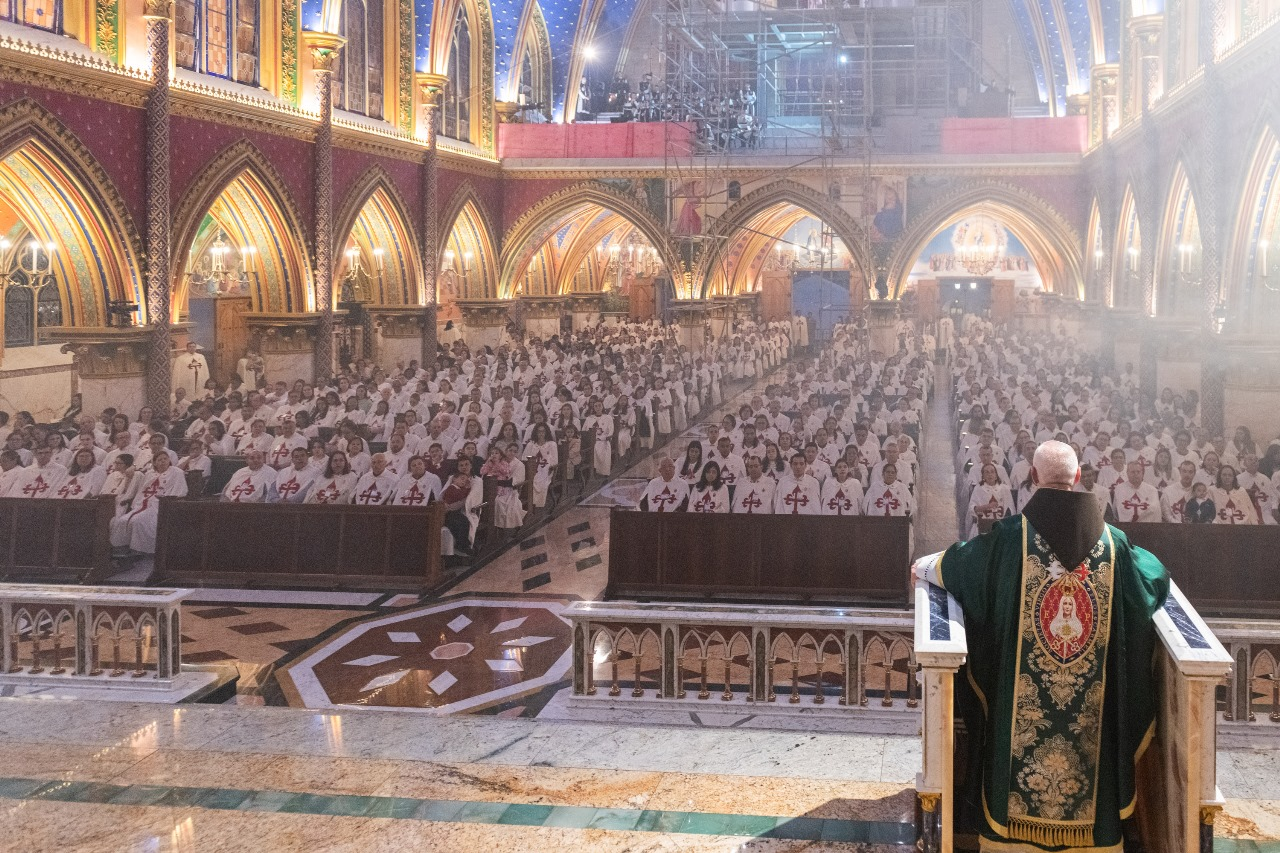
Congreso Anual Orden Tercera Heraldos del Evangelio

Actualmente entre todas las Órdenes Terciarias Seglares, la Tercera Orden Franciscana Seglar, la Orden Tercera de Santo Domingo - OP, junto con la Orden Tercera de los Heraldos del Evangelio son las que tienen un hábito distintivo, siendo esta última en la que con mayor permanencia es utilizado, y el cual refleja la total pulcritud que debe estar en las almas de los laicos, los hombres la portan sobre una camisa blanca y un pantalón oscuro, con zapatos oscuros formales, con el cabello corto con su rostro afeitado, y las mujeres la llevan sobre faldas largas de tonos elegantes, para nada vistosos, blusas blancas o beige con los brazos cubiertos, cabello en la mayoría de ocasiones finamente recogido, con total coherencia con los hábitos que portan las órdenes Primera y Segunda de dicha congregación. 
En el caso de la Tercera Orden Franciscana Seglar su hábito lo conforman algunos distintivos franciscanos, se trata de la Tau franciscana, el escapulario y la cuerda. La Tau “T” es la última letra del alfabeto hebreo y decimonona letra del alfabeto griego, que corresponde a lo que en el nuestro se llama “te”. Pero también es toda una señal o símbolo. San Francisco de Asís profesaba una profunda devoción al signo Tau, con ella firmaba cartas y marcaba paredes, y sanaba heridas y enfermedades. Para el santo, Tau, como la cruz cristiana, era signo de conversión y de penitencia, de elección y de protección por parte de Dios, de redención y de salvación en Cristo. El cordón franciscano es un símbolo de la pobreza evangélica y del seguimiento a Jesús sin condiciones. 
A finales de la Edad Antigua y principios de la Edad Media surgieron las órdenes religiosas, se fundaron la “primera orden”, para varones, la “segunda orden”, para mujeres y la “tercera orden” para laicos de ambos sexos, que anhelaban pertenecer a la orden religiosa, pero que querían hacerlo desde su estado de vida propio. Estos fieles no podían usar el hábito completo de la orden, pero se les concedía usar un “mini hábito”, es decir, el escapulario reducido a su mínima expresión.

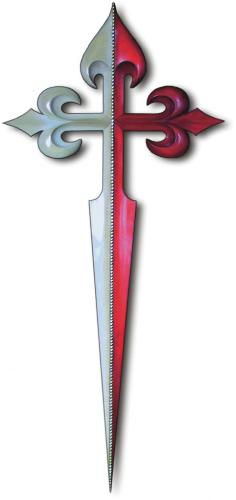
Cruz de Santiago, utilizada como símbolo de los Heraldos del Evangelio - Caballeros de la Virgen.